# Targets
Targets is een Amerikaanse horrorfilm uit 1968 onder regie van Peter Bogdanovich.

## Verhaal
Een ster uit oude Amerikaanse horrorfilms raakt ontstemd door het alledaagse leven dat hem enger lijkt dan zijn verouderde films. Tegelijk begint een man met een jachtgeweer aan een moordpartij op de snelweg die hij volhoudt tot de première van de laatste film van de ster. De man vermoordt de bioscoopbezoekers een voor een.

## Rolverdeling
| Acteur            | Personage      |
| ----------------- | -------------- |
| Tim O'Kelly       | Bobby Thompson |
| Boris Karloff     | Byron Orlok    |
| Arthur Peterson   | Ed Loughlin    |
| Monte Landis      | Marshall Smith |
| Nancy Hsueh       | Jenny          |
| Peter Bogdanovich | Sammy Michaels |